# إدوين كار
إدوين كار (بالإنجليزية: Edwin Carr)‏ هو عالم موسيقى وملحن وعازف بيانو نيوزلندي، ولد في 10 أغسطس 1926 في Auckland City ‏ في نيوزيلندا، وتوفي في 27 مارس 2003 في جزيرة واهيكي ‏ في نيوزيلندا.

## وصلات خارجية
- إدوين كار على موقع ميوزك برينز (الإنجليزية)
- إدوين كار على موقع أول ميوزيك (الإنجليزية)
- إدوين كار على موقع ديسكوغز (الإنجليزية)